# Grieben (Elbe)
Grieben (Elbe) este o comună din landul Saxonia-Anhalt, Germania.